# Дискография 3 Doors Down
3 Doors Down — американская рок-группа за свою карьеру выпустившая пять студийных альбомов, пять мини-альбомов (EP), двадцать три сингла, один видеоальбом и один сборник.
Первый студийный альбом The Better Life был выпущен в 2000 году. Благодаря синглам «Kryptonite», «Loser», «Duck and Run», и «Be Like That», альбом занял седьмое место в чарте Billboard 200 и шесть раз получил платиновую сертификацию RIAA. «Kryptonite», «Loser», и «Duck and Run» лидировали в чарте Mainstream Rock, а «Kryptonite» дважды стал платиновым.
Away from the Sun, следующий альбом группы, вышел в 2002 году. Он достиг восьмого места в сайте Billboard 200 четыре раз получил статус платинового в США. Сингл «When I’m Gone» возглавил Mainstream Rock chart. Другой сингл, «Here Without You», стал первым в сайте Adult Pop Songs и дважды был удостоен платинового статуса.
Seventeen Days, третий альбом группы вышел в 2005 году. Он возглавил чарт Billboard 200 и 
получил платиновую сертификацию RIAA. Следующий альбом, изданный в 2008 году, 3 Doors Down, также занял первое место в чарте Billboard 200. Он получил статус золотого. «It’s Not My Time», стал пятым синглам группы возглавившим Mainstream Rock chart и вторым Adult Pop Songs chart.
Time of My Life, пятый альбом группы, вышел в 2011 году. Он занял третье место в Billboard 200.
К июлю 2014 году в США было продано 13,337,000 копий альбомов.

## Студийные альбомы
| The Better Life                                                            | - Выпущен: 8 февраля 2000 года - Лейбл: Universal - Форматы: CD, кассета, цифровая дистрибуция               | 7  | 16 | 56 | 6  | —  | 23 | 45 | 26 | 19 | —  | - RIAA: 6× Платина - ARIA: Золото - MC: 2× Платина |
| Away from the Sun                                                          | - Выпущен: 12 ноября 2002 года - Лейбл: Universal Republic - Форматы: CD, CS, цифровая дистрибуция, DualDisc | 8  | 8  | 27 | —  | 2  | —  | 28 | 25 | 11 | 49 | - RIAA: Платина - MC: Золото                       |
| 3 Doors Down                                                               | - Выпущен: 20 мая 2008 года - Лейбл: Universal Republic - Форматы: CD, цифровая дистрибуция                  | 1  | 55 | 14 | 3  | 28 | 28 | 6  | 59 | 22 | 6  | - RIAA: Золото - BVMI: Золото - MC: Золото         |
| Time of My Life                                                            | - Выпущен: 19 июля 2011 года - Лейбл: Universal Republic - Форматы: CD, цифровая дистрибуция                 | 3  | 58 | 7  | 8  | 26 | 34 | 2  | 37 | —  | 2  |                                                    |
| Us and the Night                                                           | - Выпущен: 11 марта 2016 года - Лейбл: Republic - Формат: CD, цифровая дистрибуция                           | 14 | 34 | 14 | 15 | —  | —  | 5  | 45 | —  | 4  |                                                    |
| «—» означает что альбом не попал в чарт, либо не издавался в данной стране | |    |    |    |    |    |    |    |    |    |    |                                                    |

## Сборники
| Название          | Описание                                                                                       | Максимальная позиция | Максимальная позиция | Максимальная позиция |
| Название          | Описание                                                                                       | US                   | US Alt.              | SWI                  |
| ----------------- | ---------------------------------------------------------------------------------------------- | -------------------- | -------------------- | -------------------- |
| The Greatest Hits | - Выпущен: 19 ноября 2012 года - Лейбл: Universal Republic - Форматы: CD, цифровая дистрибуция | 100                  | 14                   | 87                   |

## DVD
| Название                                    | Описание                                                      |
| ------------------------------------------- | ------------------------------------------------------------- |
| Away from the Sun: Live from Houston, Texas | - Выпущен: 8 ноября 2005 года - Лейбл: Monster - Форматы: DVD |

## EP
| Another 700 Miles                                                         | - Выпущен: 11 ноября 2003 года - Лейбл: Universal Republic - Форматы: CD                    | 21 | - RIAA: Золото |
| Acoustic EP                                                               | - Выпущен: 5 июня 2005 года - Лейбл: Universal Republic - Форматы: CD, цифровая дистрибуция | —  |                |
| A Six Pack of Hits                                                        | - Выпущен: 27 ноября 2008 года - Лейбл: Universal Republic - Форматы: Digital download      | —  |                |
| Where My Christmas Lives EP                                               | - Выпущен: 8 декабря 2009 года - Лейбл: Universal Republic - Формат: Цифровая дистрибуция   | —  |                |
| Acoustic Back Porch Jam EP                                                | - Выпущен: 6 февраля 2019 года - Лейбл: Universal Records - Формат: Цифровая дистрибуция    | —  |                |
| «—» означает что альбом не попал в чарт, либо не выходил в данной стране. |                                                                                             |    |                |

## Синглы
| Название                                                                   | Год  | Максимальная позиция | Максимальная позиция | Максимальная позиция | Максимальная позиция | Максимальная позиция | Максимальная позиция | Максимальная позиция | Максимальная позиция | Максимальная позиция | Максимальная позиция | Сертификация       | Альбом                           |
| Название                                                                   | Год  | US                   | US Adult             | US Alt.              | US Main. Rock        | AUS                  | CAN                  | GER                  | NLD                  | NZ                   | UK                   | Сертификация       | Альбом                           |
| -------------------------------------------------------------------------- | ---- | -------------------- | -------------------- | -------------------- | -------------------- | -------------------- | -------------------- | -------------------- | -------------------- | -------------------- | -------------------- | ------------------ | -------------------------------- |
| «Kryptonite»                                                               | 2000 | 3                    | 4                    | 1                    | 1                    | 8                    | 6                    | 85                   | 21                   | 13                   | —                    | - RIAA: 3× Платина | The Better Life                  |
| «Loser»                                                                    | 2000 | 55                   | 36                   | 2                    | 1                    | 68                   | —                    | 78                   | 67                   | 37                   | —                    |                    | The Better Life                  |
| «Duck and Run»                                                             | 2001 | 110                  | —                    | 11                   | 1                    | —                    | —                    | —                    | —                    | —                    | —                    |                    | The Better Life                  |
| «Be Like That»                                                             | 2001 | 24                   | 5                    | 22                   | 10                   | —                    | —                    | —                    | —                    | —                    | 144                  |                    | The Better Life                  |
| «When I’m Gone»                                                            | 2002 | 4                    | 3                    | 2                    | 1                    | 64                   | 10                   | —                    | 95                   | —                    | —                    | - RIAA: Золото     | Away from the Sun                |
| «The Road I’m On»                                                          | 2003 | —                    | —                    | 24                   | 8                    | —                    | —                    | —                    | —                    | —                    | —                    |                    | Away from the Sun                |
| «Here Without You»                                                         | 2003 | 5                    | 1                    | 22                   | 14                   | 2                    | —                    | 23                   | 12                   | 10                   | 77                   | - RIAA: 2× Платина | Away from the Sun                |
| «Away from the Sun»                                                        | 2004 | 62                   | 5                    | 33                   | 20                   | 51                   | —                    | —                    | 41                   | 44                   | —                    | - RIAA: Золото     | Away from the Sun                |
| «Let Me Go»                                                                | 2004 | 14                   | 3                    | 14                   | 6                    | 55                   | —                    | 55                   | 50                   | —                    | 133                  | - RIAA: Gold       | Seventeen Days                   |
| «Behind Those Eyes»                                                        | 2005 | —                    | —                    | 25                   | 12                   | —                    | —                    | 33                   | —                    | —                    | —                    |                    | Seventeen Days                   |
| «Live for Today»                                                           | 2005 | —                    | —                    | 31                   | 18                   | —                    | —                    | —                    | —                    | —                    | —                    |                    | Seventeen Days                   |
| «Here by Me»                                                               | 2005 | —                    | 26                   | —                    | —                    | —                    | —                    | —                    | —                    | —                    | —                    |                    | Seventeen Days                   |
| «Landing in London»                                                        | 2005 | —                    | 31                   | —                    | 32                   | —                    | —                    | 79                   | 56                   | —                    | —                    |                    | Seventeen Days                   |
| «Citizen/Soldier»                                                          | 2007 | 96                   | —                    | —                    | 19                   | —                    | 59                   | —                    | —                    | —                    | —                    | - RIAA: Золото     | 3 Doors Down                     |
| «It’s Not My Time»                                                         | 2008 | 17                   | 1                    | 5                    | 1                    | 26                   | 20                   | 37                   | —                    | 18                   | —                    | - RIAA: Платина    | 3 Doors Down                     |
| «Train»                                                                    | 2008 | —                    | —                    | 29                   | 10                   | —                    | —                    | —                    | —                    | —                    | —                    |                    | 3 Doors Down                     |
| «The Champion in Me»                                                       | 2008 | 119                  | —                    | —                    | —                    | —                    | —                    | —                    | —                    | —                    | —                    |                    | AT&T Team USA саундтрек          |
| «Let Me Be Myself»                                                         | 2008 | 121                  | 12                   | —                    | —                    | —                    | —                    | 95                   | —                    | —                    | —                    |                    | 3 Doors Down                     |
| «Shine»                                                                    | 2010 | —                    | —                    | —                    | —                    | —                    | —                    | —                    | —                    | —                    | —                    |                    | AT&T Team USA Olympics саундтрек |
| «When You’re Young»                                                        | 2011 | 81                   | 28                   | 31                   | 9                    | —                    | 61                   | —                    | —                    | —                    | 171                  |                    | Time of My Life                  |
| «Every Time You Go»                                                        | 2011 | 104                  | —                    | —                    | 16                   | —                    | —                    | —                    | —                    | —                    | —                    |                    | Time of My Life                  |
| «One Light»                                                                | 2012 | —                    | —                    | —                    | 8                    | —                    | —                    | —                    | —                    | —                    | —                    |                    | The Greatest Hits                |
| "There’s a Life                                                            | —    | —                    | —                    | —                    | —                    | —                    | —                    | —                    | —                    | —                    |                      |                    | The Greatest Hits                |
| «Goodbyes»                                                                 | —    | —                    | —                    | —                    | —                    | —                    | —                    | —                    | —                    | —                    |                      |                    | The Greatest Hits                |
| «In the Dark»                                                              | 2016 | —                    | —                    | —                    | 2                    | —                    | —                    | —                    | —                    | —                    | —                    |                    | Us and the Night                 |
| «Still Alive»                                                              | 2016 | —                    | —                    | —                    | 6                    | —                    | —                    | —                    | —                    | —                    | —                    |                    | Us and the Night                 |
| «The Broken»                                                               | 2016 | —                    | —                    | —                    | 36                   | —                    | —                    | —                    | —                    | —                    | —                    |                    | Us and the Night                 |
| «—» означает что сингл не попал в чарт, либо не издавался в данной стране. |      |                      |                      |                      |                      |                      |                      |                      |                      |                      |                      |                    |                                  |

## Прочие издания
| Название                   | Год  | Максимальная позиция | Максимальная позиция | Альбом                   |
| Название                   | Год  | US                   | US AC                | Альбом                   |
| -------------------------- | ---- | -------------------- | -------------------- | ------------------------ |
| «Where My Christmas Lives» | 2009 | —                    | 30                   | Where My Christmas Lives |
| «What’s Left»              | 2011 | 123                  | —                    | Time of My Life          |